# 乔丹·克鲁克斯
乔丹·克鲁克斯（英語：Jordan Crooks，2002年5月2日—），开曼群岛男子游泳运动员，2022年世界短池锦标赛男子50米自由泳金牌得主、2024年世界短池锦标赛男子100米自由泳铜牌得主。